# Клапан Dunlop
Клапан Dunlop, также клапан Вудса или Woods или английский клапан — пневматический обратный клапан; используется в ряде стран, к примеру в Японии, Чехии, Индии, Пакистане, Польше, Румынии, России, Нидерландах, Германии, Великобритании, Финляндии, Швеции, Дании, и т. д. Он шире клапана Преста; совпадает по размеру с клапаном Шрадера и может использовать отверстия в ободах, аналогичные отверстиям под клапан Шрадера. Замена внутренней части механизма клапана проста и не требует инструмента.

## История изобретения
Клапан изобретён Джоном Бойдом Данлопом, шотландским изобретателем, основателем шинной компании Dunlop Pneumatic Tyre Company. В 1887 году Данлоп разработал пневматические шины для велосипеда своего сына, он разрезал садовый шланг, свернул его в два кольца и срастил концы. Для того, чтобы воздух не выходил обратно, Данлоп и изобрёл особый клапан, автоматически закрывающийся под давлением сжатого воздуха в камере. Позднее Ч. Вудс (англ. C. H. Woods), сотрудник Dunlop Pneumatic Tyre Company, усовершенствовал клапан для использования его в камерах пневматических шин.

## Принцип работы

Принцип работы оригинального клапана

Ниппель клапана, в самом простом варианте, представляет собой полый цилиндр, с одной стороны которого имеется резьба, для присоединения насоса, а второй конец — глухой. В цилиндре, ближе к глухому наконечнику есть одно или два боковых отверстия для впуска накачиваемого воздуха. С глухой стороны, на цилиндр натягивается резиновая трубка, которая под внутренним давлением воздуха в камере и собственным натяжением обжимает цилиндр и перекрывает выход воздуха через боковое отверстие. При накачивании, сопротивление внутреннего давления преодолевается давлением воздуха в насосе и воздух поступает в камеру. При накачивании через клапан Dunlop, энергия тратится и на преодоление натяжения резиновой трубки. Поэтому сопротивление воздушному потоку более заметно, чем в других системах клапанов. В силу конструкции, обычный клапан Dunlop не предназначен для высоких давлений воздуха, превышающих 6 бар. Также, в силу конструкции, на этом клапане невозможно точно замерять давление.

Принцип работы модернизированного блиц-клапана

Кроме самой простой конструкции ниппеля, имеются варианты исполнения клапанного механизма с нагруженной пружиной. Улучшенная конструкция представляет собой клапан с шариком или цилиндром из пластика или металла с кольцевым уплотнением. Это позволяет накачивать воздух со значительно меньшим усилием. Данный вариант устройства называется у разных производителей «автоматическим», «патентованным», «блиц-» или «аллигатор-клапаном». Оба типа являются распространенными, вариант с резиновой трубкой в качестве обратного клапана преобладает в сегменте дешевых моделей.
Конструктивно внешняя часть клапана совпадает по размеру с автониппелем. Шейка клапана по размеру совпадает с размером клапана Presta. Поэтому камеры с клапаном Dunlop могут быть установлены в обода, предназначенные для Schrader, и совместимы с насосом Presta.